# Liste der Wüstungen im Okres Klatovy
Die Liste der Wüstungen im Okres Klatovy listet die Wüstungen im Okres Klatovy im Plzeňský kraj auf, unterteilt nach den Gemeinden, auf deren Gebiet sie liegen.
Im Okres Klatovy entstanden viele Wüstungen durch die Vertreibung der Deutschen aus der Tschechoslowakei nach 1945 und den Bau der Grenzbefestigungen der Tschechoslowakei im Kalten Krieg.
Das liegt an der grenznahen Lage des Okres Klatovy. 
Viele Wüstungen entstanden durch die Anlage des Truppenübungsplatzes Dobrá Voda.
Der Truppenübungsplatz Dobrá Voda bestand von 1952 bis 1991.
Seit 1991 ist er wegen der Gefahr von noch herumliegenden Blindgängern nur auf freigegebenen Wegen begehbar.
Durch diese Situation hat sich das Gebiet seit 1991 zu einem besonders wertvollen Naturschutzgebiet entwickelt.
Die dort befindliche Wallfahrtskirche des Heiligen Gunther wird wieder als Kirche genutzt.
Die in der Spalte ÚSKP-Nr. angegebenen Nummern verlinken auf den tschechischen Denkmalschutz.

## Nachweise
Die deutschen Bezeichnungen der Orte und Einöden befinden sich auf der zoombaren Karte der Franzisco-Josephinischen Landesaufnahme (1869–1887), die auf der Seite mapire.eu/de ausgewählt werden kann.
Auf dieser Karte werden im unteren Bildbereich die Koordinaten des Mauszeigers angezeigt.
In der linken unteren Bildecke kann eine Übersichtskarte aufgeklappt werden.
Auf der Webseite www.zanikleobce.cz wurden von Pavel Beran unter Mitarbeit vieler anderer Autoren Daten über untergegangene, abgerissene, zerstörte, teilweise zerstörte und vom Verfall bedrohte Objekte in Tschechien gesammelt.
Dabei handelt es sich außer um Ortschaften und Einöden auch um Gebäude wie Kirchen, Synagogen, Brauereien, Mühlen, Fabriken usw.
Auf der Seite www.zanikleobce.cz/index.php?menu=11&okr=3404 befindet sich die Liste mit Links auf die untergegangenen Orte und Objekte im Okres Klatovy.
Für jedes Objekt wurden die Koordinaten, Zeitpunkt und Ursache des Unterganges, Grad der Zerstörung und heutiger Zustand dokumentiert.
Zu jedem Objekt können interaktive Karten angewählt werden, auf denen die Objekte als anklickbare Symbole dargestellt sind.
Die Seite wird fortlaufend vervollständigt. Sie ist in tschechischer Sprache, an der deutschen Übersetzung wird gearbeitet.
Viele ehemalige Gemeinden finden sich mit dem Datum ihrer schriftlichen Ersterwähnung (Prv.pis.zminka) im Historický lexikon obcí České republiky - 1869 - 2005 (deutsch: Historisches Lexikon der Gemeinden der Tschechischen Republik 1869 - 2005).

## Liste der Wüstungen

### Běhařov
| Bild | Name-CZ               | Name-DE        | Anmerkungen | ÚSKP-Nr. | Erste Erwähnung | Untergang Zeit | Untergang Grund |
| ---- | --------------------- | -------------- | ----------- | -------- | --------------- | -------------- | --------------- |
| BW   | Na Pustině (Standort) | Auf der Einöde | Einöde      |          |                 |                |                 |

### Běšiny
| Bild | Name-CZ                          | Name-DE                    | Anmerkungen            | ÚSKP-Nr. | Erste Erwähnung | Untergang Zeit | Untergang Grund |
| ---- | -------------------------------- | -------------------------- | ---------------------- | -------- | --------------- | -------------- | --------------- |
| BW   | Na Kobyle (Standort)             | Na Kobyle                  | Hotel, Gasthaus, Hütte |          |                 |                |                 |
| BW   | U svatého Bartoloměje (Standort) | Beim Heiligen Bartholomäus | Einöde                 |          |                 |                |                 |

### Bezděkov u Klatov
| Bild | Name-CZ                               | Name-DE                      | Anmerkungen         | ÚSKP-Nr. | Erste Erwähnung | Untergang Zeit | Untergang Grund |
| ---- | ------------------------------------- | ---------------------------- | ------------------- | -------- | --------------- | -------------- | --------------- |
| BW   | Bezděkov – Zámecký lihovar (Standort) | Bezděkov – Schloss-Brennerei | Brauerei, Brennerei |          |                 | nach 2000      |                 |

### Budětice
| Bild | Name-CZ               | Name-DE   | Anmerkungen          | ÚSKP-Nr. | Erste Erwähnung | Untergang Zeit | Untergang Grund |
| ---- | --------------------- | --------- | -------------------- | -------- | --------------- | -------------- | --------------- |
| BW   | Bohov (Standort)      | Bohov     | Gutshaus             |          |                 |                |                 |
| BW   | Hrad Džbán (Standort) | Burg-Krug | Burg, Schloss, Veste |          |                 | vor 1945       |                 |

### Čachrov
| Bild | Name-CZ                          | Name-DE              | Anmerkungen | ÚSKP-Nr. | Erste Erwähnung | Untergang Zeit | Untergang Grund               |
| ---- | -------------------------------- | -------------------- | ----------- | -------- | --------------- | -------------- | ----------------------------- |
| BW   | Chřepice (Standort)              | Kühberg              | Siedlung    |          |                 |                |                               |
| BW   | Eisnerův Dvůr – mlýn (Standort)  | Eisingerhof – Mühle  | Mühle       |          |                 |                |                               |
| BW   | Ferdinandov (Standort)           | Ferdinandsthal       | Siedlung    |          |                 |                | Grenzanlagen                  |
| BW   | Gerlova Huť (Standort)           | Gerlhütte            | Siedlung    |          |                 |                |                               |
| BW   | Gerlova pila (Standort)          | Gerlsäge             | Mühle       |          |                 |                |                               |
| BW   | Hausmühle (Standort)             | Hausmühle            | Mühle       |          |                 | 1950–1960      | Truppenübungsplatz Dobrá Voda |
| BW   | Hofmanův mlýn (Standort)         | Hofmannmühle         | Mühle       |          |                 | 1950–1960      | Truppenübungsplatz Dobrá Voda |
| BW   | Köhlerwastl (Standort)           | Köhlerwastl          | Einöde      |          |                 |                | Vertreibung nach 1945         |
| BW   | Korlbauer (Standort)             | Korlbauer            | Einöde      |          |                 |                |                               |
| BW   | Lesní Chaloupka (Standort)       | Waldhäusel           | Einöde      |          |                 |                |                               |
| BW   | Leturnerova Huť (Standort)       | Leturnerhütte        | Hütte       |          |                 | vor 1945       |                               |
| BW   | Lipplova pila (Standort)         | Lipplsäge            | Mühle       |          |                 |                |                               |
| BW   | Paseka (Standort)                | Holzschlag           | Siedlung    |          |                 |                |                               |
| BW   | Páteříkova Huť (Standort)        | Paterlhütte          | Gemeinde    |          |                 |                |                               |
| BW   | Rothenfranzl (Standort)          | Rothenfranzl         | Einöde      |          |                 |                |                               |
| BW   | Saumühle (Standort)              | Saumühle             | Mühle       |          |                 |                |                               |
| BW   | Schneiderhäusel (Standort)       | Schneiderhäusel      | Einöde      |          |                 |                |                               |
| BW   | Schürerova pila (Standort)       | Schürersäge          | Mühle       |          |                 |                |                               |
| BW   | Šmauzy (Standort)                | Schmausenhütte       | Einöde      |          |                 | vor 1945       |                               |
| BW   | Stará Huť (Standort)             | Althütten            | Gemeinde    |          |                 |                | Truppenübungsplatz Dobrá Voda |
| BW   | Starý Brunst (Standort)          | Alt Brunst           | Gemeinde    |          |                 | 1950–1960      | Truppenübungsplatz Dobrá Voda |
| BW   | Štíhlov (Standort)               | Stieglhof            | Einöde      |          |                 |                |                               |
| BW   | U Michla (Standort)              | Michelhäusel         | Einöde      |          |                 |                |                               |
| BW   | Zahrádecký mlýn (Standort)       | Zahrádecký Mühle     | Mühle       |          |                 |                |                               |
| BW   | Zejbišský Dvůr – mlýn (Standort) | Seewieserhof – Mühle | Mühle       |          |                 |                |                               |
| BW   | Zhůří (Standort)                 | Haidl Am Ahornberg   | Gemeinde    |          |                 |                |                               |

### Černíkov
| Bild | Name-CZ                     | Name-DE           | Anmerkungen | ÚSKP-Nr. | Erste Erwähnung | Untergang Zeit | Untergang Grund |
| ---- | --------------------------- | ----------------- | ----------- | -------- | --------------- | -------------- | --------------- |
| BW   | Podvílovský mlýn (Standort) | Podvílovský-Mühle | Mühle       |          |                 | 1960–1970      |                 |

### Chanovice
| Bild | Name-CZ                            | Name-DE                   | Anmerkungen          | ÚSKP-Nr. | Erste Erwähnung | Untergang Zeit | Untergang Grund |
| ---- | ---------------------------------- | ------------------------- | -------------------- | -------- | --------------- | -------------- | --------------- |
| BW   | Bezděkovský mlýn (Standort)        | Bezděkovský-Mühle         | Mühle                |          |                 | vor 1945       |                 |
| BW   | Defurovy Lažany – zámek (Standort) | Defurovy Lažany – Schloss | Burg, Schloss, Veste |          | 1366            |                |                 |
| BW   | Pilařův mlýn (Standort)            | Sägmühle                  | Mühle                |          |                 | vor 1945       |                 |

### Chudenín
| Bild | Name-CZ                       | Name-DE             | Anmerkungen            | ÚSKP-Nr. | Erste Erwähnung | Untergang Zeit | Untergang Grund |
| ---- | ----------------------------- | ------------------- | ---------------------- | -------- | --------------- | -------------- | --------------- |
| BW   | Bártlův Dvůr (Standort)       | Bartlhof            | Siedlung               |          |                 |                | Grenzanlagen    |
| BW   | Bernhof (Standort)            | Bernhof             | Siedlung               |          |                 |                | Grenzanlagen    |
| BW   | Červené Dřevo (Standort)      | Rothenbaum          | Siedlung               |          |                 | 1950–1960      | Grenzanlagen    |
| BW   | Dolní Hutě (Standort)         | Unter Hütten        | Siedlung               |          |                 |                | Grenzanlagen    |
| BW   | Dvorky (Standort)             | Weber und Lindelhof | Siedlung               |          |                 |                |                 |
| BW   | Fleky (Standort)              | Flecken             | Gemeinde               |          | 1600            | nach 1945      | Grenzanlagen    |
| BW   | Ganglův dvůr (Standort)       | Ganglhöf            | Gutshaus               |          |                 |                | Grenzanlagen    |
| BW   | Gefällbauer (Standort)        | Gefällbauer         | Einöde                 |          |                 |                | Grenzanlagen    |
| BW   | Gerlovy dvory (Standort)      | Gerlhöf             | Einöde                 |          |                 |                | Grenzanlagen    |
| BW   | Hallahäusl (Standort)         | Hallahäusl          | Einöde                 |          |                 |                | Grenzanlagen    |
| BW   | Harrerovy dvory (Standort)    | Harrahöf            | Einöde                 |          |                 |                | Grenzanlagen    |
| BW   | Havlův dvůr (Standort)        | Havelhof            | Einöde                 |          |                 |                |                 |
| BW   | Hocker (Standort)             | Hocker              | Siedlung               |          |                 |                |                 |
| BW   | Hohnabutten (Standort)        | Hohnabutten         | Einöde                 |          |                 |                | Grenzanlagen    |
| BW   | Hojsův mlýn a pila (Standort) | Huisenmühle         | Mühle                  |          |                 |                | Grenzanlagen    |
| BW   | Holperhäuser (Standort)       | Holperhäuser        | Einöde                 |          |                 |                |                 |
| BW   | Hüttenmühle (Standort)        | Hüttenmühle         | Mühle                  |          |                 |                | Grenzanlagen    |
| BW   | Hvězda u Chudenína (Standort) | Sternhof            | Siedlung               |          |                 |                |                 |
| BW   | Kreikerhöfe (Standort)        | Kreikerhöfe         | Einöde                 |          |                 |                |                 |
| BW   | Kriegrovy dvory (Standort)    | Kriegerhöf          | Einöde                 |          |                 |                | Grenzanlagen    |
| BW   | Kriegrův mlýn (Standort)      | Kriegermühl         | Mühle                  |          |                 |                | Grenzanlagen    |
| BW   | Lesní Kovárna (Standort)      | Waldschmiede        | Hotel, Gasthaus, Hütte |          |                 |                |                 |
| BW   | Liščí – hostinec (Standort)   | Liščí – Gasthaus    | Hotel, Gasthaus, Hütte |          |                 |                |                 |
| BW   | Liščí (Standort)              | Fuchsberg           | Gemeinde               |          | 1697            | nach 1945      | Grenzanlagen    |
| BW   | Metzgerhof (Standort)         | Metzgerhof          | Einöde                 |          |                 |                | Grenzanlagen    |
| BW   | Na Kopci (Standort)           | Berghäusel          | Einöde                 |          |                 |                |                 |
| BW   | Na Palouku (Standort)         | Auhäusel            | Einöde                 |          |                 |                |                 |
| BW   | Ober Hütten (Standort)        | Ober Hütten         | Gutshaus               |          |                 |                | Grenzanlagen    |
| BW   | Olšinské dvory (Standort)     | Erlhöf              | Gutshaus               |          |                 |                | Grenzanlagen    |
| BW   | Poustka (Standort)            | Klausenhäusel       | Siedlung               |          |                 |                |                 |
| BW   | Radčín (Standort)             | Ratschin            | Gemeinde               |          |                 |                |                 |
| BW   | Saueben – myslivna (Standort) | Saueben – Jagdhaus  | Forsthaus              |          |                 |                |                 |
| BW   | Schindlhöf (Standort)         | Schindlhöf          | Gutshaus               |          |                 |                | Grenzanlagen    |
| BW   | Seidlovy dvory (Standort)     | Seidlhöf            | Gutshaus               |          |                 |                | Grenzanlagen    |
| BW   | Sollermühle (Standort)        | Sollermühle         | Mühle                  |          |                 |                |                 |
| BW   | Spirkenhöfe (Standort)        | Spirkenhöfe         | Gutshaus               |          |                 |                | Grenzanlagen    |
| BW   | Spirkenmühle (Standort)       | Spirkenmühle        | Mühle                  |          |                 |                | Grenzanlagen    |
| BW   | Stauberův Dvorec (Standort)   | Stauberhof          | Einöde                 |          |                 |                |                 |
| BW   | Stieglhöf (Standort)          | Stieglhöf           | Gutshaus               |          |                 |                | Grenzanlagen    |
| BW   | Stockmühle (Standort)         | Stockmühle          | Einöde                 |          |                 |                |                 |
| BW   | Svatá Kateřina (Standort)     | Sankt Katharina     | Gemeinde               |          | 1654            | nach 1945      | Grenzanlagen    |
| BW   | Taubenhöf (Standort)          | Taubenhöf           | Gutshaus               |          |                 |                | Grenzanlagen    |
| BW   | U hamru (Standort)            | Am Hammer           | Einöde                 |          |                 |                | Grenzanlagen    |
| BW   | U Holubáře (Standort)         | Taubenhäusel        | Einöde                 |          |                 |                |                 |
| BW   | Uhlišťský mlýn (Standort)     | Kohlheimermühle     | Mühle                  |          |                 |                |                 |
| BW   | Wandermühle (Standort)        | Wandermühle         | Mühle                  |          |                 |                |                 |
| BW   | Webrův Dvůr (Standort)        | Weberbauernhof      | Einöde                 |          |                 |                |                 |

### Čímice
| Bild | Name-CZ                    | Name-DE         | Anmerkungen          | ÚSKP-Nr. | Erste Erwähnung | Untergang Zeit | Untergang Grund |
| ---- | -------------------------- | --------------- | -------------------- | -------- | --------------- | -------------- | --------------- |
| BW   | Čímické jezírko (Standort) | Čímické jezírko | Bergwerk, Steinbruch |          |                 |                |                 |

### Dešenice
| Bild | Name-CZ                     | Name-DE              | Anmerkungen | ÚSKP-Nr. | Erste Erwähnung | Untergang Zeit | Untergang Grund |
| ---- | --------------------------- | -------------------- | ----------- | -------- | --------------- | -------------- | --------------- |
| BW   | Březí (Standort)            | Birkenbüchel         | Siedlung    |          |                 |                |                 |
| BW   | Datelov (Standort)          | Todlau               | Siedlung    |          | 1379            |                |                 |
| BW   | Divišovický mlýn (Standort) | Divischowitzer Mühle | Mühle       |          |                 |                |                 |
| BW   | Höhwastl (Standort)         | Höhwastl             | Gutshaus    |          |                 |                |                 |
| BW   | Kreuzberg (Standort)        | Kreuzberg            | Siedlung    |          |                 |                |                 |
| BW   | Matějovice (Standort)       | Mottowitz            | Siedlung    |          | 1379            |                |                 |
| BW   | Městiště (Standort)         | Dorrstadt            | Gemeinde    |          | 1594            |                |                 |
| BW   | Můstek (Standort)           | Brückl               | Einöde      |          |                 |                |                 |
| BW   | Na Ovčím Vrchu (Standort)   | Am Schafbühl         | Einöde      |          |                 |                |                 |
| BW   | Seebauhäusel (Standort)     | Seebauhäusel         | Einöde      |          |                 |                |                 |
| BW   | U Stachů (Standort)         | Stachenhäusel        | Einöde      |          |                 |                |                 |
| BW   | U Stutzů (Standort)         | Stutzenhäusel        | Einöde      |          |                 |                |                 |
| BW   | Želiv (Standort)            | Fleischhöfe          | Siedlung    |          |                 |                |                 |

### Dlažov
| Bild | Name-CZ                                  | Name-DE                        | Anmerkungen | ÚSKP-Nr. | Erste Erwähnung | Untergang Zeit | Untergang Grund |
| ---- | ---------------------------------------- | ------------------------------ | ----------- | -------- | --------------- | -------------- | --------------- |
| BW   | Soustov – Pohodnice na Hrádku (Standort) | Soustov – Abdeckerei na Hrádku | Einöde      |          |                 | 1950–1960      |                 |

### Dlouhá Ves u Sušice
| Bild | Name-CZ                         | Name-DE              | Anmerkungen          | ÚSKP-Nr. | Erste Erwähnung | Untergang Zeit | Untergang Grund |
| ---- | ------------------------------- | -------------------- | -------------------- | -------- | --------------- | -------------- | --------------- |
| BW   | Bohdašický mlýn (Standort)      | Budaschitzer Mühla   | Mühle                |          |                 |                |                 |
| BW   | Dlouhá Ves – zámek (Standort)   | Dlouhá Ves – Schloss | Burg, Schloss, Veste |          |                 | 1945–1950      | Katastrophe     |
| BW   | Nové Městečko – mlýn (Standort) | Neustadtlmühle       | Mühle                |          |                 |                |                 |
| BW   | Steinhäusel (Standort)          | Steinhäusel          | Einöde               |          |                 |                |                 |

### Hamry na Šumavě
| Bild | Name-CZ                        | Name-DE           | Anmerkungen            | ÚSKP-Nr. | Erste Erwähnung | Untergang Zeit | Untergang Grund       |
| ---- | ------------------------------ | ----------------- | ---------------------- | -------- | --------------- | -------------- | --------------------- |
| BW   | Bruckhöfe (Standort)           | Bruckhöfe         | Siedlung               |          |                 | 1960–1970      |                       |
| BW   | Buchar (Standort)              | Pucher            | Siedlung               |          |                 |                | Grenzanlagen          |
| BW   | Fuchsův dvorec (Standort)      | Fuchsenhof        | Gutshaus               |          |                 |                |                       |
| BW   | Goglův dvůr (Standort)         | Goglhof           | Einöde                 |          |                 |                |                       |
| BW   | Gustavsthal (Standort)         | Gustawsthal       | Einöde                 |          |                 | 1980–1990      | Vertreibung nach 1945 |
| BW   | Hamry – papírna (Standort)     | Gustavsthal       | Fabrik                 |          |                 | nach 1945      |                       |
| BW   | Hromový kout (Standort)        | Donnerwinkel      | Siedlung               |          |                 |                | Grenzanlagen          |
| BW   | Hüttstadt (Standort)           | Hüttstadt         | Siedlung               |          |                 |                | Grenzanlagen          |
| BW   | Křižkov (Standort)             | Kreuzwinkel       | Siedlung               |          |                 |                |                       |
| BW   | Kubitzerhäusel (Standort)      | Kubitzerhäusel    | Einöde                 |          |                 |                | Grenzanlagen          |
| BW   | Lederergütl (Standort)         | Lederergutl       | Einöde                 |          |                 |                |                       |
| BW   | Lenkův dvůr (Standort)         | Lenkenhof         | Gutshaus               |          |                 |                | Grenzanlagen          |
| BW   | Mottlovské dvory (Standort)    | Mottelhöfe        | Gutshaus               |          |                 |                |                       |
| BW   | Muckenhofe (Standort)          | Muckenhofe        | Siedlung               |          |                 |                | Grenzanlagen          |
| BW   | Muckenmühle (Standort)         | Muckenmühle       | Mühle                  |          |                 |                |                       |
| BW   | Müllerhütten (Standort)        | Müllerhütten      | Einöde                 |          |                 |                | Grenzanlagen          |
| BW   | Na kopci (Standort)            | Berghöfe          | Siedlung               |          |                 | 1945–1950      | Grenzanlagen          |
| BW   | Písečná Huť (Standort)         | Sandhütte         | Einöde                 |          |                 |                | Grenzanlagen          |
| BW   | Pod Ostrým (Standort)          | Osserhütten       | Siedlung               |          |                 | 1945–1950      | Grenzanlagen          |
| BW   | Pustina (Standort)             | Einöden           | Einöde                 |          |                 |                |                       |
| BW   | Rödrovský dvorec (Standort)    | Röderhof          | Einöde                 |          |                 |                |                       |
| BW   | Schwarzbartlhöfe (Standort)    | Schwarzbartlhöfe  | Gutshaus               |          |                 |                | Grenzanlagen          |
| BW   | Simelhof (Standort)            | Simmerlhof        | Siedlung               |          |                 | 1945–1950      | Grenzanlagen          |
| BW   | Stateček pod Ostrým (Standort) | Guttl             | Hotel, Gasthaus, Hütte |          |                 | 1950–1960      | Grenzanlagen          |
| BW   | Steflovský dvůr (Standort)     | Steflhof          | Gutshaus               |          |                 |                |                       |
| BW   | Steinriegl (Standort)          | Steinriegl        | Einöde                 |          |                 |                |                       |
| BW   | Sternhöhle (Standort)          | Sternhöhle        | Siedlung               |          |                 |                |                       |
| BW   | Tremlovský dvorec (Standort)   | Tremlhof          | Gutshaus               |          |                 | 1960–1970      |                       |
| BW   | U Sägbauerů (Standort)         | Beim Sägbauer     | Siedlung               |          |                 |                |                       |
| BW   | U Schmidtbaurů (Standort)      | Beim Schmidtbauer | Einöde                 |          |                 |                | Grenzanlagen          |
| BW   | U Truhláře (Standort)          | Tischerhäusel     | Einöde                 |          |                 |                | Grenzanlagen          |
| BW   | Úhlavský Jez (Standort)        | Angel Wehr        | Siedlung               |          |                 | 1960–1970      |                       |
| BW   | Veitlovský dvorec (Standort)   | Veitlhof          | Siedlung               |          |                 | 1960–1970      |                       |
| BW   | Vöderhof (Standort)            | Vöderhof          | Einöde                 |          |                 |                |                       |
| BW   | Wenzlův Dvorec (Standort)      | Wenzelhof         | Siedlung               |          |                 |                |                       |
| BW   | Zadní Chalupy (Standort)       | Hinterhäuser      | Gemeinde               |          |                 |                |                       |
| BW   | Zolnerovský dvorec (Standort)  | Zöllnerhof        | Gutshaus               |          |                 |                |                       |

### Hartmanice
| Bild           | Name-CZ                            | Name-DE                   | Anmerkungen          | ÚSKP-Nr.     | Erste Erwähnung | Untergang Zeit | Untergang Grund               |
| -------------- | ---------------------------------- | ------------------------- | -------------------- | ------------ | --------------- | -------------- | ----------------------------- |
| BW             | Bergl (Standort)                   | Bergl                     | Siedlung             |              |                 | 1950–1960      | Truppenübungsplatz Dobrá Voda |
| BW             | Bezděkov (Standort)                | Bezdekau, Bezdiekau       | Einöde               |              |                 |                |                               |
| BW             | Blaselwies (Standort)              | Blaselwies                | Einöde               |              |                 |                |                               |
| BW             | Bošov (Standort)                   | Boschau                   | Einöde               |              |                 |                |                               |
| weitere Bilder | Dobrá Voda (Standort)              | Gutwasser                 | Gemeinde             | 22475/4–2857 | 1602            |                | Truppenübungsplatz Dobrá Voda |
| BW             | Dolejší Krušec (Standort)          | Unter-Körnsalz            | Burg, Schloss, Veste |              | 1336            |                |                               |
| BW             | Elefantenmühle (Standort)          | Elefantenmühle            | Mühle                |              |                 |                |                               |
| BW             | Hasenöhrlův mlýn a pila (Standort) | Hasenöhrlmühle            | Mühle                |              |                 |                |                               |
| BW             | Häuselbauer (Standort)             | Häuselbauer               | Einöde               |              |                 |                |                               |
| BW             | Hejtmanka (Standort)               | Hauptmanns Haus           | Einöde               |              |                 | vor 1945       |                               |
| BW             | Horní Kochánov (Standort)          | Oberkochet                | Siedlung             |              |                 | 1945–1950      | Vertreibung nach 1945         |
| BW             | Hrachův mlýn (Standort)            | Hrachmühle                | Mühle                |              |                 |                | Grenzanlagen                  |
| BW             | Jungův mlýn (Standort)             | Jung-Mühle (Papier-Mühle) | Mühle                |              |                 | nach 1945      | Vertreibung nach 1945         |
| BW             | Kronhof (Standort)                 | Kronhof                   | Gutshaus             |              |                 | 1945–1950      |                               |
| BW             | Kubíčkův Dvůr (Standort)           | Kubitschkahof             | Siedlung             |              |                 |                |                               |
| BW             | Lužná (Standort)                   | Ebenwies                  | Siedlung             |              |                 | 1950–1960      | Truppenübungsplatz Dobrá Voda |
| BW             | Malý Babylón (Standort)            | Klein Babylon             | Einöde               |              |                 | 1950–1960      | Truppenübungsplatz Dobrá Voda |
| BW             | Maxlbauer (Standort)               | Maxlbauer                 | Einöde               |              |                 |                |                               |
| BW             | Německý mlýn (Standort)            | Deutschmühle              | Mühle                |              |                 | vor 1945       |                               |
| BW             | Paštěcká Paseka (Standort)         | Waiderer Holzschlag       | Siedlung             |              |                 | 1950–1960      | Truppenübungsplatz Dobrá Voda |
| BW             | Pekelský mlýn (Standort)           | Höll-Mühle                | Mühle                |              |                 |                |                               |
| BW             | Poustka (Standort)                 | Klausen                   | Einöde               |              |                 |                |                               |
| BW             | Pozorka (Standort)                 | Gibacht                   | Einöde               |              |                 |                |                               |
| BW             | Prostřední Paště (Standort)        | Mitter Waid               | Siedlung             |              |                 | 1950–1960      | Truppenübungsplatz Dobrá Voda |
| BW             | Pustina (Standort)                 | Einöde                    | Siedlung             |              |                 |                | Truppenübungsplatz Dobrá Voda |
| BW             | Radkov (Standort)                  | Rathgebern                | Gemeinde             |              |                 |                |                               |
| BW             | Rapatice (Standort)                | Rapatitz                  | Siedlung             |              |                 |                | Vertreibung nach 1945         |
| BW             | Scharachermühle (Standort)         | Scharachermühle           | Mühle                |              |                 |                |                               |
| BW             | Schöpfrův mlýn (Standort)          | Schöpfermühle             | Mühle                |              |                 |                |                               |
| BW             | Schweiglmühle (Standort)           | Schweiglmühle             | Mühle                |              |                 |                |                               |
| BW             | Siegelhof (Standort)               | Siegelhof                 | Gutshaus             |              |                 |                |                               |
| BW             | Sova (Standort)                    | Eulhütten                 | Siedlung             |              |                 |                |                               |
| BW             | Staré Hutě (Standort)              | Althütten                 | Siedlung             |              |                 | 1950–1960      | Truppenübungsplatz Dobrá Voda |
| BW             | Stimling (Standort)                | Stimmling                 | Einöde               |              |                 |                | Truppenübungsplatz Dobrá Voda |
| BW             | Vatětice – zámek (Standort)        | Wattetitz – Schloss       | Burg, Schloss, Veste |              |                 | 1945–1950      |                               |
| BW             | Velký Babylón (Standort)           | Gross Babylon             | Einöde               |              |                 | nach 1945      |                               |
| BW             | Zadní Paště (Standort)             | Hinter Waid               | Siedlung             |              |                 | 1950–1960      | Truppenübungsplatz Dobrá Voda |
| BW             | Zaječí mlýn (Standort)             | Hasenmühle                | Mühle                |              |                 |                |                               |
| BW             | Žežulka (Standort)                 | Scheschulkahof            | Siedlung             |              |                 | 1950–1960      | Vertreibung nach 1945         |

### Hlavňovice
| Bild | Name-CZ                       | Name-DE              | Anmerkungen          | ÚSKP-Nr. | Erste Erwähnung | Untergang Zeit | Untergang Grund       |
| ---- | ----------------------------- | -------------------- | -------------------- | -------- | --------------- | -------------- | --------------------- |
| BW   | Hlavňovice – zámek (Standort) | Hlavňovice – Schloss | Burg, Schloss, Veste |          |                 | nach 1945      |                       |
| BW   | Mokřany (Standort)            | Moos                 | Siedlung             |          |                 | 1945–1950      | Vertreibung nach 1945 |
| BW   | Šmídlův dvůr (Standort)       | Schmiedlhof          | Einöde               |          |                 |                |                       |
| BW   | Spáleniště (Standort)         | Brandstadt.          | Siedlung             |          |                 |                |                       |
| BW   | Svinná (Standort)             | Swina                | Gemeinde             |          |                 |                |                       |
| BW   | Vršek (Standort)              | Bergl                | Einöde               |          |                 |                |                       |
| BW   | Zadní Chalupy (Standort)      | Hinterhäuser         | Siedlung             |          |                 |                |                       |

### Horažďovice
| Bild | Name-CZ                     | Name-DE            | Anmerkungen | ÚSKP-Nr. | Erste Erwähnung | Untergang Zeit | Untergang Grund |
| ---- | --------------------------- | ------------------ | ----------- | -------- | --------------- | -------------- | --------------- |
| BW   | Honovská hájovna (Standort) | Honovská Forsthaus | Forsthaus   |          |                 | 1950–1960      |                 |
| BW   | Zářečská hájovna (Standort) | Zářečská Forsthaus | Forsthaus   |          |                 |                |                 |

### Horská Kvilda
| Bild | Name-CZ                         | Name-DE              | Anmerkungen | ÚSKP-Nr. | Erste Erwähnung | Untergang Zeit | Untergang Grund       |
| ---- | ------------------------------- | -------------------- | ----------- | -------- | --------------- | -------------- | --------------------- |
| BW   | Horská Kvilda (Standort)        | Innergefild          | Gemeinde    |          |                 |                | Vertreibung nach 1945 |
| BW   | Pechler (Standort)              | Pechler              |             |          |                 | 1945–1950      |                       |
| BW   | Pila – Horská Kvilda (Standort) | Pila – Horská Kvilda | Mühle       |          |                 | 1950–1960      |                       |
| BW   | Ranklov (Standort)              | Ranklov              | Einöde      |          |                 |                |                       |
| BW   | U Daniela (Standort)            | Danielhof            | Einöde      |          |                 | 1945–1950      | Vertreibung nach 1945 |
| BW   | Výhledy (Standort)              | Schrollenhaid        | Siedlung    |          |                 |                | Vertreibung nach 1945 |

### Hrádek u Sušice
| Bild | Name-CZ                 | Name-DE       | Anmerkungen | ÚSKP-Nr. | Erste Erwähnung | Untergang Zeit | Untergang Grund |
| ---- | ----------------------- | ------------- | ----------- | -------- | --------------- | -------------- | --------------- |
| BW   | Dolejší mlýn (Standort) | Dolejší-Mühle | Mühle       |          |                 | 1970–1980      |                 |
| BW   | Poustka (Standort)      | Poustka       | Forsthaus   |          |                 |                |                 |

### Janovice nad Úhlavou
| Bild | Name-CZ                | Name-DE     | Anmerkungen | ÚSKP-Nr. | Erste Erwähnung | Untergang Zeit | Untergang Grund |
| ---- | ---------------------- | ----------- | ----------- | -------- | --------------- | -------------- | --------------- |
| BW   | Markův mlýn (Standort) | Markermühle | Mühle       |          |                 | nach 2000      |                 |

### Kašperské Hory
| Bild | Name-CZ                                  | Name-DE                      | Anmerkungen | ÚSKP-Nr. | Erste Erwähnung | Untergang Zeit | Untergang Grund       |
| ---- | ---------------------------------------- | ---------------------------- | ----------- | -------- | --------------- | -------------- | --------------------- |
| BW   | Buzošná (Standort)                       | Riesenbach                   | Siedlung    |          |                 |                |                       |
| BW   | Häuselmühle – mlýn (Standort)            | Häuselmühle                  | Mühle       |          |                 | nach 1945      |                       |
| BW   | Lídlovy Dvory Dolní (Standort)           | Unterliedlhöfen              | Einöde      |          |                 | vor 1945       |                       |
| BW   | Metzlův dvůr (Standort)                  | Metzelhof                    | Forsthaus   |          |                 |                |                       |
| BW   | Mlýn Na rybníce (Standort)               | Weihermühle                  | Mühle       |          |                 | nach 1945      | Vertreibung nach 1945 |
| BW   | Mottlův mlýn (Standort)                  | Mottlmühle                   | Mühle       |          |                 |                |                       |
| BW   | myslivna Nickelberg (Standort)           | Nickelberg – Forsthaus       | Forsthaus   |          |                 |                |                       |
| BW   | Papiermühle (Standort)                   | Papiermühle                  | Mühle       |          |                 |                |                       |
| BW   | Podlesí (Standort)                       | Vogelsang                    | Siedlung    |          | 1584            |                |                       |
| BW   | Russen (Standort)                        | Russen                       | Einöde      |          |                 |                |                       |
| BW   | Simlickova a Blochova továrna (Standort) | Simlickova a Blochova Fabrik | Fabrik      |          |                 | 1950–1960      |                       |
| BW   | Studený mlýn a pila (Standort)           | Kaltmühle Säge               | Mühle       |          |                 |                |                       |
| BW   | Sturklín (Standort)                      | Sturklín                     | Einöde      |          |                 |                |                       |
| BW   | U Matesa (Standort)                      | Am Steindl                   | Einöde      |          |                 | 1950–1960      |                       |
| BW   | Zlatá Studna (Standort)                  | Goldbrunn                    | Siedlung    |          |                 |                |                       |

### Klatovy
| Bild | Name-CZ                    | Name-DE              | Anmerkungen | ÚSKP-Nr. | Erste Erwähnung | Untergang Zeit | Untergang Grund |
| ---- | -------------------------- | -------------------- | ----------- | -------- | --------------- | -------------- | --------------- |
| BW   | Bor (Standort)             | Borer Wasenmeisterei | Einöde      |          |                 |                |                 |
| BW   | Chuchle (Standort)         | Chuchle              | Siedlung    |          |                 | vor 1945       |                 |
| BW   | Křištínský mlýn (Standort) | Krischtinermühle     | Mühle       |          |                 |                |                 |
| BW   | Podbranský mlýn (Standort) | Podbranský Mühle     | Mühle       |          |                 |                |                 |

### Klenová (Tschechien)
| Bild | Name-CZ                      | Name-DE            | Anmerkungen | ÚSKP-Nr. | Erste Erwähnung | Untergang Zeit | Untergang Grund |
| ---- | ---------------------------- | ------------------ | ----------- | -------- | --------------- | -------------- | --------------- |
| BW   | Kusmoukovský mlýn (Standort) | Kusmoukovský Mühle | Mühle       |          |                 | nach 2000      |                 |

### Kvášňovice
| Bild | Name-CZ              | Name-DE | Anmerkungen | ÚSKP-Nr. | Erste Erwähnung | Untergang Zeit | Untergang Grund |
| ---- | -------------------- | ------- | ----------- | -------- | --------------- | -------------- | --------------- |
| BW   | Nový Dvůr (Standort) | Neuhof  | Einöde      |          |                 | vor 1945       |                 |

### Malý Bor
| Bild | Name-CZ                  | Name-DE   | Anmerkungen | ÚSKP-Nr. | Erste Erwähnung | Untergang Zeit | Untergang Grund |
| ---- | ------------------------ | --------- | ----------- | -------- | --------------- | -------------- | --------------- |
| BW   | Záhorský dvůr (Standort) | Oldenburg | Einöde      |          |                 |                |                 |

### Měčín
| Bild | Name-CZ           | Name-DE    | Anmerkungen | ÚSKP-Nr. | Erste Erwähnung | Untergang Zeit | Untergang Grund |
| ---- | ----------------- | ---------- | ----------- | -------- | --------------- | -------------- | --------------- |
| BW   | Rudice (Standort) | Ruditz Hof | Gutshaus    |          |                 | nach 2000      |                 |

### Modrava
| Bild | Name-CZ                        | Name-DE                      | Anmerkungen | ÚSKP-Nr. | Erste Erwähnung | Untergang Zeit | Untergang Grund       |
| ---- | ------------------------------ | ---------------------------- | ----------- | -------- | --------------- | -------------- | --------------------- |
| BW   | Bernstein (Standort)           | Bärnsteinhäuser, Antiglhütte | Einöde      |          |                 |                |                       |
| BW   | Bienertova pila (Standort)     | Bienertsäge                  | Säge        |          |                 | vor 1945       |                       |
| BW   | Březník (Standort)             | Pürstling                    | Einöde      |          |                 | 1945–1950      | Grenzanlagen          |
| BW   | Filipova Huť – mlýn (Standort) | Phillipshütten-Mühle         | Mühle       |          |                 |                |                       |
| BW   | Josefstadt (Standort)          | Josefstadt                   | Siedlung    |          |                 | vor 1900       |                       |
| BW   | Modrava – pila (Standort)      | Mader Sägewerk               | Mühle       |          |                 |                |                       |
| BW   | Preisleiten (Standort)         | Preisleiten                  | Siedlung    |          |                 | nach 1945      | Vertreibung nach 1945 |
| BW   | Roklanská hájenka (Standort)   | Rachelhütte                  | Einöde      |          |                 |                |                       |
| BW   | Rybárna (Standort)             | Fischerhütte                 | Einöde      |          |                 | vor 1945       |                       |

### Mokrosuky
| Bild | Name-CZ                   | Name-DE         | Anmerkungen | ÚSKP-Nr. | Erste Erwähnung | Untergang Zeit | Untergang Grund |
| ---- | ------------------------- | --------------- | ----------- | -------- | --------------- | -------------- | --------------- |
| BW   | Janouškův mlýn (Standort) | Janouškův Mühle | Mühle       |          |                 |                |                 |

### Nalžovské Hory
| Bild | Name-CZ               | Name-DE    | Anmerkungen | ÚSKP-Nr. | Erste Erwähnung | Untergang Zeit | Untergang Grund |
| ---- | --------------------- | ---------- | ----------- | -------- | --------------- | -------------- | --------------- |
| BW   | Bažantnice (Standort) | Thalhäuser | Gutshaus    |          |                 |                |                 |
| BW   | Hrušová (Standort)    | Hrušová    | Einöde      |          |                 | 1950–1960      |                 |
| BW   | Na Bahně (Standort)   | Na Bahně   | Einöde      |          |                 |                |                 |
| BW   | Sázky (Standort)      | Sázky      | Einöde      |          |                 |                |                 |

### Nezdice na Šumavě
| Bild           | Name-CZ                 | Name-DE     | Anmerkungen | ÚSKP-Nr. | Erste Erwähnung | Untergang Zeit | Untergang Grund       |
| -------------- | ----------------------- | ----------- | ----------- | -------- | --------------- | -------------- | --------------------- |
| BW             | Partlův mlýn (Standort) | Partelmühle | Mühle       |          |                 |                |                       |
| weitere Bilder | Ždánov (Standort)       | Zosum       | Siedlung    |          | 1610            | 1945–1950      | Vertreibung nach 1945 |

### Nýrsko
| Bild | Name-CZ                                      | Name-DE             | Anmerkungen          | ÚSKP-Nr. | Erste Erwähnung | Untergang Zeit | Untergang Grund |
| ---- | -------------------------------------------- | ------------------- | -------------------- | -------- | --------------- | -------------- | --------------- |
| BW   | Beim Modhaus (Standort)                      | Beim Modhaus        | Einöde               |          |                 | 1950–1960      |                 |
| BW   | Bystřice nad Úhlavou – zámek (Standort)      | Bistritz – Schloss  | Burg, Schloss, Veste |          |                 | nach 1945      |                 |
| BW   | Hamerský dvůr (Standort)                     | Hammerhof           | Siedlung             |          |                 |                |                 |
| BW   | Horní Špatův Dvůr (Standort)                 | Ober-Spaten         | Einöde               |          |                 |                |                 |
| BW   | Kostel Čtrnácti svatých pomocníků (Standort) | 14-Nothelfer-Kirche | Kirchengebäude       |          |                 | 1970–1980      |                 |
| BW   | Polánky Dolejší (Standort)                   | Untere Hochwiese    | Einöde               |          |                 |                |                 |
| BW   | Tremlovské dvorece (Standort)                | Tremlhöfe           | Siedlung             |          |                 | 1960–1970      |                 |
| BW   | Tremlův mlýn (Standort)                      | Tremlmühle          | Mühle                |          |                 |                |                 |

### Obytce
| Bild | Name-CZ              | Name-DE   | Anmerkungen | ÚSKP-Nr. | Erste Erwähnung | Untergang Zeit | Untergang Grund |
| ---- | -------------------- | --------- | ----------- | -------- | --------------- | -------------- | --------------- |
| BW   | Cyprianka (Standort) | Cyprianka | Forsthaus   |          |                 | 1950–1960      |                 |

### Petrovice u Sušice
| Bild | Name-CZ             | Name-DE  | Anmerkungen | ÚSKP-Nr. | Erste Erwähnung | Untergang Zeit | Untergang Grund |
| ---- | ------------------- | -------- | ----------- | -------- | --------------- | -------------- | --------------- |
| BW   | Kocanda (Standort)  | Kocanda  | Einöde      |          |                 |                |                 |
| BW   | Mastilka (Standort) | Mastilka | Einöde      |          |                 | vor 1945       |                 |

### Poleň
| Bild | Name-CZ           | Name-DE | Anmerkungen | ÚSKP-Nr. | Erste Erwähnung | Untergang Zeit | Untergang Grund |
| ---- | ----------------- | ------- | ----------- | -------- | --------------- | -------------- | --------------- |
| BW   | Bítovy (Standort) | Bítovy  | Forsthaus   |          |                 |                |                 |

### Předslav
| Bild | Name-CZ                  | Name-DE        | Anmerkungen | ÚSKP-Nr. | Erste Erwähnung | Untergang Zeit | Untergang Grund |
| ---- | ------------------------ | -------------- | ----------- | -------- | --------------- | -------------- | --------------- |
| BW   | Rokosský mlýn (Standort) | Rokosský Mühle | Mühle       |          |                 |                |                 |

### Rabí
| Bild | Name-CZ                        | Name-DE              | Anmerkungen    | ÚSKP-Nr. | Erste Erwähnung | Untergang Zeit | Untergang Grund |
| ---- | ------------------------------ | -------------------- | -------------- | -------- | --------------- | -------------- | --------------- |
| BW   | Kaple Všech svatých (Standort) | Allerheiligenkapelle | Kirchengebäude |          |                 | vor 1945       |                 |

### Rejštejn
| Bild | Name-CZ                               | Name-DE                   | Anmerkungen | ÚSKP-Nr. | Erste Erwähnung | Untergang Zeit | Untergang Grund               |
| ---- | ------------------------------------- | ------------------------- | ----------- | -------- | --------------- | -------------- | ----------------------------- |
| BW   | Bacher (Standort)                     | Bacher                    | Einöde      |          |                 |                |                               |
| BW   | Bergerhütte (Standort)                | Bergerhütte               | Einöde      |          |                 |                |                               |
| BW   | Bystrá (Standort)                     | Wunderbach                | Siedlung    |          |                 |                | Truppenübungsplatz Dobrá Voda |
| BW   | Flusárna (Standort)                   | Flusshaus                 | Einöde      |          |                 | nach 1945      |                               |
| BW   | hájovna Nový dům (Standort)           | Neuhaus – Hegerhaus       | Forsthaus   |          |                 |                |                               |
| BW   | Hochweg (Standort)                    | Hochweg                   | Ortsteil    |          |                 |                |                               |
| BW   | Klášterský Mlýn – sklárna (Standort)  | Klostermühle – Glaserei   | Fabrik      |          |                 | 1945–1950      |                               |
| BW   | Kornmühle – mlýn (Standort)           | Augustenmühle             | Mühle       |          |                 | 1945–1950      |                               |
| BW   | Malý Kozí Hřbet (Standort)            | Klein Ziegenruck          | Siedlung    |          | 1459            |                | Vertreibung nach 1945         |
| BW   | Moosbauer (Standort)                  | Moosbauer                 | Siedlung    |          |                 |                |                               |
| BW   | Myší Domky (Standort)                 | Maushäusel                | Siedlung    |          |                 |                |                               |
| BW   | Na Lukách (Standort)                  | Lugahäusl                 | Einöde      |          |                 |                |                               |
| BW   | Pavlova louka (Standort)              | Paulewiese                | Einöde      |          |                 |                |                               |
| BW   | Plzenec (Standort)                    | Pilsenhof                 | Siedlung    |          |                 |                |                               |
| BW   | Přední Paště (Standort)               | Vorder Waid               | Siedlung    |          |                 | 1950–1960      | Truppenübungsplatz Dobrá Voda |
| BW   | Schafhausserův mlýn a pila (Standort) | Schafhaussermühle         | Mühle       |          |                 |                |                               |
| BW   | Stará Huť u Podlesí (Standort)        | Althütten am Vogelsang    | Einöde      |          |                 |                |                               |
| BW   | Václavíkova pila (Standort)           | Sägewerk Franz Watzlawick | Fabrik      |          |                 |                |                               |
| BW   | Velký Kozí Hřbet (Standort)           | Gross-Ziegenruck          | Siedlung    |          | 1459            |                | Vertreibung nach 1945         |
| BW   | Wasserreith (Standort)                | Wasserreith               | Einöde      |          |                 |                |                               |
| BW   | Zhůří u Rejštejna (Standort)          | Haidl                     | Siedlung    |          | 1720            | 1950–1960      | Vertreibung nach 1945         |
| BW   | Žitný mlýn (Standort)                 | Scherlmühle               | Mühle       |          |                 |                |                               |
| BW   | Zwoischner Mühle (Standort)           | Zwoischner Mühle          | Mühle       |          |                 |                |                               |

### Srní
| Bild | Name-CZ                           | Name-DE                     | Anmerkungen            | ÚSKP-Nr. | Erste Erwähnung | Untergang Zeit | Untergang Grund               |
| ---- | --------------------------------- | --------------------------- | ---------------------- | -------- | --------------- | -------------- | ----------------------------- |
| BW   | Dolní Zelená Hora (Standort)      | Unter Grünberg              | Siedlung               |          |                 | 1950–1960      | Truppenübungsplatz Dobrá Voda |
| BW   | Grünberghof (Standort)            | Grünberghof                 | Siedlung               |          |                 |                | Grenzanlagen                  |
| BW   | Hálkova chata (Standort)          | Hálkova-Hütte               | Hotel, Gasthaus, Hütte |          |                 | nach 2000      |                               |
| BW   | Horky (Standort)                  | Seckerberg                  | Siedlung               |          |                 | 1950–1960      | Truppenübungsplatz Dobrá Voda |
| BW   | Hrádky – Hamerský mlýn (Standort) | Schlösselwald – Hammermühle | Mühle                  |          |                 | 1950–1960      |                               |
| BW   | Hrádky (Standort)                 | Schlösselwald               | Siedlung               |          |                 |                |                               |
| BW   | Kaltenbrunn (Standort)            | Kaltenbrunn                 | Siedlung               |          |                 | 1950–1960      | Truppenübungsplatz Dobrá Voda |
| BW   | Mani mlýn (Standort)              | Manimühle                   | Mühle                  |          |                 | 1950–1960      |                               |
| BW   | Mostecký mlýn (Standort)          | Brückmühle                  | Mühle                  |          |                 | 1990–2000      |                               |
| BW   | myslivna Nová Studnice (Standort) | Neubrunn – Forsthaus        | Forsthaus              |          |                 |                | Grenzanlagen                  |
| BW   | Nová Studnice (Standort)          | Neubrunn                    | Siedlung               |          |                 |                |                               |
| BW   | Pfalzerhof (Standort)             | Pfalzerhof                  | Gutshaus               |          |                 |                |                               |
| BW   | Sedlo (Standort)                  | Sattelberg                  | Siedlung               |          |                 |                |                               |
| BW   | Vchynice-Tetov (Standort)         | Chinitz-Tettau              | Siedlung               |          | 1840            | nach 1945      |                               |

### Strážov
| Bild | Name-CZ                         | Name-DE           | Anmerkungen | ÚSKP-Nr. | Erste Erwähnung | Untergang Zeit | Untergang Grund       |
| ---- | ------------------------------- | ----------------- | ----------- | -------- | --------------- | -------------- | --------------------- |
| BW   | Horní Němčice – mlýn (Standort) | Niemtschitz-Mühle | Mühle       |          |                 |                |                       |
| BW   | Hynkovice (Standort)            | Hinkowitz         | Siedlung    |          |                 | 1945–1950      | Vertreibung nach 1945 |
| BW   | Pohádka (Standort)              | Christlhof        | Einöde      |          |                 |                |                       |

### Sušice
| Bild | Name-CZ                   | Name-DE      | Anmerkungen | ÚSKP-Nr. | Erste Erwähnung | Untergang Zeit | Untergang Grund |
| ---- | ------------------------- | ------------ | ----------- | -------- | --------------- | -------------- | --------------- |
| BW   | Hornečkův dvůr (Standort) | Hornečkahof  | Einöde      |          |                 |                |                 |
| BW   | Vanišův mlýn (Standort)   | Wenischmühle | Mühle       |          |                 |                |                 |

### Týnec u Janovic nad Úhlavou
| Bild | Name-CZ                                        | Name-DE                  | Anmerkungen | ÚSKP-Nr. | Erste Erwähnung | Untergang Zeit | Untergang Grund |
| ---- | ---------------------------------------------- | ------------------------ | ----------- | -------- | --------------- | -------------- | --------------- |
| BW   | Loreta – kaple sv. Jana Nepomuckého (Standort) | Loreta – Nepomuk-Kapelle |             |          | 1789            | vor 1945       |                 |

### Velhartice
| Bild | Name-CZ            | Name-DE | Anmerkungen | ÚSKP-Nr. | Erste Erwähnung | Untergang Zeit | Untergang Grund |
| ---- | ------------------ | ------- | ----------- | -------- | --------------- | -------------- | --------------- |
| BW   | Mezovna (Standort) | Mezovna | Forsthaus   |          |                 |                |                 |
| BW   | Veselka (Standort) | Veselka | Einöde      |          |                 |                |                 |

### Zavlekov
| Bild | Name-CZ               | Name-DE    | Anmerkungen | ÚSKP-Nr. | Erste Erwähnung | Untergang Zeit | Untergang Grund |
| ---- | --------------------- | ---------- | ----------- | -------- | --------------- | -------------- | --------------- |
| BW   | U Bouckých (Standort) | U Bouckých | Einöde      |          |                 |                |                 |

### Železná Ruda
| Bild           | Name-CZ                                  | Name-DE                                       | Anmerkungen            | ÚSKP-Nr. | Erste Erwähnung | Untergang Zeit | Untergang Grund               |
| -------------- | ---------------------------------------- | --------------------------------------------- | ---------------------- | -------- | --------------- | -------------- | ----------------------------- |
| BW             | Alžbětín – Myslivna Bredlberg (Standort) | Elisenthal – Forsthaus Bredlberg              | Forsthaus              |          |                 |                |                               |
| BW             | Alžbětín – sklárna (Standort)            | Elisenthal – Spiegelhütten                    | Fabrik                 |          |                 |                |                               |
| BW             | Debrník (Standort)                       | Deffernik                                     | Siedlung               |          | 1840            |                |                               |
| BW             | Frischův mlýn (Standort)                 | Frischmühle                                   | Mühle                  |          |                 |                |                               |
| BW             | Girglův Dvůr (Standort)                  | Girglhof                                      | Gutshaus               |          |                 |                |                               |
| BW             | Haidlbauer (Standort)                    | Haidlbauer                                    | Einöde                 |          |                 |                |                               |
| BW             | Hofgebäude (Standort)                    | Hofgebäude                                    | Gemeinde               |          |                 |                |                               |
| BW             | Holla (Standort)                         | Hollabauer                                    | Einöde                 |          |                 |                | Grenzanlagen                  |
| BW             | Jezerní chalupy (Standort)               | Seehäuser                                     | Einöde                 |          |                 |                |                               |
| BW             | Jezerní mlýn (Standort)                  | Seemühl                                       | Mühle                  |          |                 |                |                               |
| BW             | Jezerní myslivna (Standort)              | Seeforsthaus                                  | Forsthaus              |          |                 |                |                               |
| BW             | Kassenhäusel (Standort)                  | Kassenhäusel                                  | Einöde                 |          |                 |                |                               |
| BW             | Kohlův mlýn (Standort)                   | Kohlmühle                                     | Mühle                  |          |                 |                |                               |
| BW             | Kressenhof (Standort)                    | Kressenhof                                    | Forsthaus              |          |                 |                |                               |
| BW             | Liedlmühle (Standort)                    | Liedlmühle                                    | Mühle                  |          |                 |                |                               |
| BW             | Motlův dvůr (Standort)                   | Mottlhof                                      | Gutshaus               |          |                 |                |                               |
| BW             | Můstek (Standort)                        | Můstek                                        | Hotel, Gasthaus, Hütte |          |                 | 1990–2000      | Katastrophe                   |
| weitere Bilder | Nový Brunst (Standort)                   | Neu-Brunst                                    | Gemeinde               |          |                 | 1950–1960      | Truppenübungsplatz Dobrá Voda |
| BW             | Pamferova huť (Standort)                 | Pampferhütte                                  | Siedlung               |          |                 |                |                               |
| BW             | Pancíř (Standort)                        | Panzer                                        | Siedlung               |          | 1790            |                |                               |
| BW             | Redrova pila (Standort)                  | Redersäge                                     | Einöde                 |          |                 |                |                               |
| BW             | Reindlův dvůr (Standort)                 | Reindlhof                                     | Einöde                 |          |                 |                |                               |
| BW             | Röderova pila (Standort)                 | Röder Säge                                    | Mühle                  |          |                 |                |                               |
| BW             | Rumpelmühle (Standort)                   | Rumpelmühle                                   | Mühle                  |          |                 |                |                               |
| BW             | Rupperlhof (Standort)                    | Rupperlhof                                    | Einöde                 |          |                 |                |                               |
| BW             | Rupperlmichel (Standort)                 | Rupperlmichel                                 | Einöde                 |          |                 | 1945–1950      |                               |
| BW             | Ruppertmichl (Standort)                  | Ruppertmichl                                  | Einöde                 |          |                 |                |                               |
| BW             | Scheibenrieth (Standort)                 | Scheibenrieth                                 | Einöde                 |          |                 |                | Grenzanlagen                  |
| BW             | Schröderhof (Standort)                   | Schröderhof                                   | Gutshaus               |          |                 |                |                               |
| BW             | Seffenmichl (Standort)                   | Seffenmichl                                   | Einöde                 |          |                 |                |                               |
| BW             | Staré Hutě (Standort)                    | Althütten                                     | Siedlung               |          |                 |                | Grenzanlagen                  |
| BW             | Storngut (Standort)                      | Storngut                                      | Siedlung               |          |                 |                |                               |
| BW             | Suché Studánky (Standort)                | Ober Dürnbrunn                                | Gemeinde               |          |                 |                |                               |
| BW             | Thomenhof (Standort)                     | Thomenhof                                     | Einöde                 |          |                 |                |                               |
| BW             | Waffen hamr (Standort)                   | Waffen Hammer                                 | Mühle                  |          |                 |                |                               |
| BW             | Zejbišské lesní domky (Standort)         | Seewieser Waldhäusel                          | Siedlung               |          |                 |                |                               |
| BW             | Železná Ruda – pivovar (Standort)        | Bürgerliche Brauerei Eisenstein im Böhmerwald | Brauerei, Brennerei    |          |                 | 1960–1970      |                               |

### Žichovice
| Bild | Name-CZ                                   | Name-DE                              | Anmerkungen | ÚSKP-Nr. | Erste Erwähnung | Untergang Zeit | Untergang Grund |
| ---- | ----------------------------------------- | ------------------------------------ | ----------- | -------- | --------------- | -------------- | --------------- |
| BW   | zbytky hráze rybníka (Standort)           | Reste eines Teichdammes              | Teichdamm   |          |                 |                | Katastrophe     |
| BW   | Žichovice – vápenka K. Klement (Standort) | Žichovice – Kalkbrennerei K. Klement | Fabrik      |          |                 |                |                 |